# Paul Piguet (sportif)
Pour les articles homonymes, voir Paul Piguet.
Paul Julien Piguet, né le 28 juin 1907 au Brassus, marié à Jeanne Ema Laure Jotterand, mort le 22 février 1998.
Sportif de haut niveau en plusieurs disciplines, il a surtout excellé dans le ski de fond à long distance. 
Il termina premier au championnat de France de ski de fond à Chamonix en 1932 sur 50 km et second du saut à ski et du combiné.
En gymnastique, il fut lauréat d'une couronne fédérale en 1932.
Il a été directeur de l'école de ski du Brassus.